# Paepalanthus nigricaulis
Paepalanthus nigricaulis är en gräsväxtart som beskrevs av Silveira. Paepalanthus nigricaulis ingår i släktet Paepalanthus och familjen Eriocaulaceae. Inga underarter finns listade i Catalogue of Life.